# Pop punk
Il pop punk (o punk pop) è un sottogenere del punk rock con particolari richiami alla musica pop.
Il genere nacque negli Stati Uniti d'America e in Inghilterra dalla commistione tra la melodia della musica pop e alcune caratteristiche tipiche del fenomeno punk rock come le chitarre distorte e più immediate, riff semplici, orecchiabili e trascinanti. I primi gruppi che, a partire dal 1994, hanno portato il pop punk al successo mondiale furono i Green Day e i Weezer.

## Storia

### Sviluppo (anni Settanta e Ottanta)

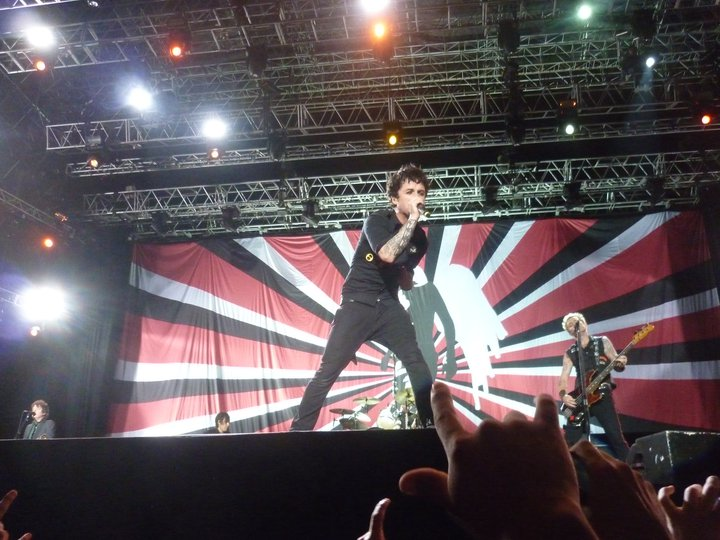
I Green Day, fautori del primo grande successo del pop punk

Il genere si sviluppò verso la fine degli anni settanta tramite la prima ondata punk, negli Stati Uniti d'America e in contemporanea nel Regno Unito.
Con il loro apprezzamento verso i Beach Boys e il bubblegum pop della fine degli anni sessanta, i Ramones gettarono le basi per quello che sarebbe poi stato conosciuto come pop punk. Alla fine degli anni settanta, gruppi del Regno Unito come i Buzzcocks o i The Undertones (successivamente influenzati fortemente dal glam rock) combinarono la velocità e la caoticità delle sonorità punk rock con la musica pop nei toni e nei temi distaccandosi in parte dal punk nella sua rappresentazione classica. All'inizio degli anni ottanta, alcuni dei gruppi principali della scena hardcore punk californiana enfatizzarono un approccio maggiormente melodico rispetto a quello tradizionale del genere. Secondo il giornalista Ben Myers, i Bad Religion "fusero il loro suono seccante e politicizzato con le armonie più dolci"; i Descendents "scrissero canzoni spumeggianti e ispirate dai Beach Boys sulle ragazze, il cibo e sull'essere giovani".

### Il successo (anni Novanta)
Il primo vero e proprio successo del genere ha però inizio verso la fine degli anni ottanta e primi anni novanta con l'avvento della nuova corrente detta punk revival.
Nel revival, erano compresi gli stili di punk rock che riportarono il genere alle masse dopo un decennio nell'underground. I generi che più segnarono la ripresa della tendenza al punk rock furono proprio il pop punk moderno e il melodic hardcore punk, un hardcore punk reso più melodico, dal sound molto più orecchiabile e più adatto al successo. I gruppi a saper meglio sfruttare il potenziale commerciale di questi generi e a lanciare il "revival" furono i Green Day, Weezer, The Offspring, seguiti poi da NOFX (classificabili comunque nel melodic hardcore punk) e Rancid, che affermarono il genere a livello mondiale.
La Epitaph Records, fondata dai componenti dei Bad Religion, fu una delle basi dei futuri gruppi pop punk. Iniziarono ad apparire gruppi che fondevano il punk con le melodie pop, come The Queers e Green Day, influenzati da formazioni come i Screeching Weasel, che hanno portato il pop punk al successo commerciale. I The Vandals e i Guttermouth hanno sviluppato una miscela di melodie pop con dei testi divertenti e offensivi.

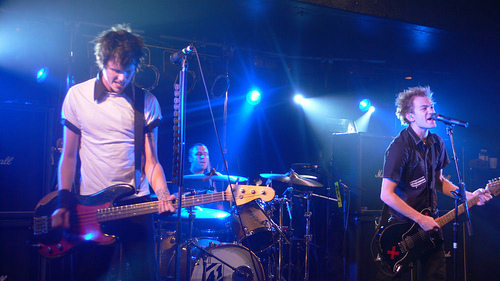
I Sum 41, che contribuirono a portare il genere al successo radiofonico e televisivo internazionale

### L'entrata nel mainstream (anni 2000)
Il pop punk degli anni 2000, come quello dei Blink-182, è talvolta criticato dai devoti del punk rock; come scritto dalla critica Christine Di Bella, "è il punk preso dal punto più accessibile, un punto dove si riconosce a malapena la sua origine, a parte la struttura a tre accordi".. Proprio grazie ai Blink-182 e ad altri gruppi quali Sum 41, Good Charlotte e MxPx il genere continua a espandersi, trovando sempre più spazio nella scena mainstream. Nel 2002 debutta l'allora diciassettenne Avril Lavigne, che diventerà in breve tempo l'esponente femminile pop punk di maggior successo della storia (per questo viene definita la principessa del pop punk), con l'album Let Go (che venderà più di 20 milioni di copie in tutto il mondo) e successivamente con Under My Skin (più di 16 milioni di copie vendute). Con questi dischi e con quelli successivi eserciterà un'enorme influenza su tutto il genere e sugli artisti emergenti sia dell'epoca che odierni. Tra il 2003 e il 2007, inoltre, il genere comincia a essere sempre più miscelato con sonorità pop e soprattutto emo; da questa unione nasce il sottogenere emo-pop, portato al successo da Matters, Paramore e My Chemical Romance. Band quali All Time Low, Mayday Parade, The Maine e Simple Plan guidano in questi anni l'ondata più melodica del pop punk.

### Il declino e il primo revival (anni 2010)
Negli anni successivi si riduce sempre più il seguito di pubblico e l'attenzione delle etichette riguardo al genere in favore del sempre più popolare metalcore, con lo spostamento di icone della precedente ondata come Fall Out Boy e Paramore su sonorità più commerciali. Altri artisti ancora, come i Sum 41 e Avril Lavigne, durante questo decennio iniziano a sperimentare nuovi modi di fare musica e si discostano sempre di più dal genere che li ha contraddistinti. Nel 2008, tuttavia, band che uniscono metalcore e pop punk come gli A Day to Remember riportano parzialmente il genere alle radio, e band come The Wonder Years, Man Overboard, The Story So Far e State Champs gettano le basi per un rinnovamento e revival del genere, supportato dalle etichette statunitensi Hopeless Records, Fearless Records e Rise Records. Questa ondata di gruppi pop punk revival viene capitanata dai gallesi Neck Deep, fortemente influenzati da Sum 41, Fall Out Boy e New Found Glory.

### Il ritorno nel mainstream (anni 2020)
Dal 2020 è in atto una rivalutazione del genere, che insieme all'emo ricomincia a entrare nel mainstream, combinandosi anche ad altri generi come il rap, la trap (specialmente l'emo trap) e l'hip hop, e a non essere più considerato un prodotto tipico di determinati schemi (il genere è stato tipicamente etichettato come un prodotto della cultura maschile e bianca: un esempio di scardinamento di questa etichetta sono le Meet Me @ the Altar). L'uso di TikTok ha contribuito ad alimentare il fenomeno facendo riscoprire anche il pop punk più tradizionale, dei primi anni Duemila, alla generazione Z.
Un personaggio chiave di questo processo è il batterista dei blink-182 Travis Barker, che collabora, produce e pubblica pezzi dalla chiara impronta pop punk insieme ad altri artisti (Yungblud, Mod Sun, Willow, Avril Lavigne). Nel 2021 Avril Lavigne entra a far parte della DTA Records, casa discografica di proprietà di Travis Barker, unendo le forze per far tornare in alto il genere. Tra tutti gli album di questo periodo, quello che ha avuto più successo (anche di classifica) è Tickets to My Downfall di Machine Gun Kelly (2020). L'album Love Sux (2022) di Avril Lavigne rappresenta il manifesto del grande ritorno del pop punk, in quanto, oltre ad un ritorno da parte della cantautrice canadese all'utilizzo delle sonorità rock che ricordano quelle dei suoi primi 3 album, seppur ora rivisitate in chiave moderna, vede al suo interno collaborazioni con alcuni degli artisti più importanti del genere (sia storici che emergenti) come il cantante dei Blink-182 Mark Hoppus, Machine Gun Kelly, Yungblud e Travis Barker (che in questo album suona la batteria per Avril in quasi tutte le canzoni). Il fenomeno sta interessando occasionalmente anche artisti che non hanno stretta attinenza con il genere, come Olivia Rodrigo. In Italia questa ondata più recente ha interessato il rapper GionnyScandal con il suo album Anti (in cui compare anche un featuring con Pierre Bouvier dei Simple Plan), Gazzelle con il singolo Fottuta canzone e, contaminando il pop punk con l'emo trap, il trio Theø, Fiks e Plant (conosciuto come La Sad) e Naska.

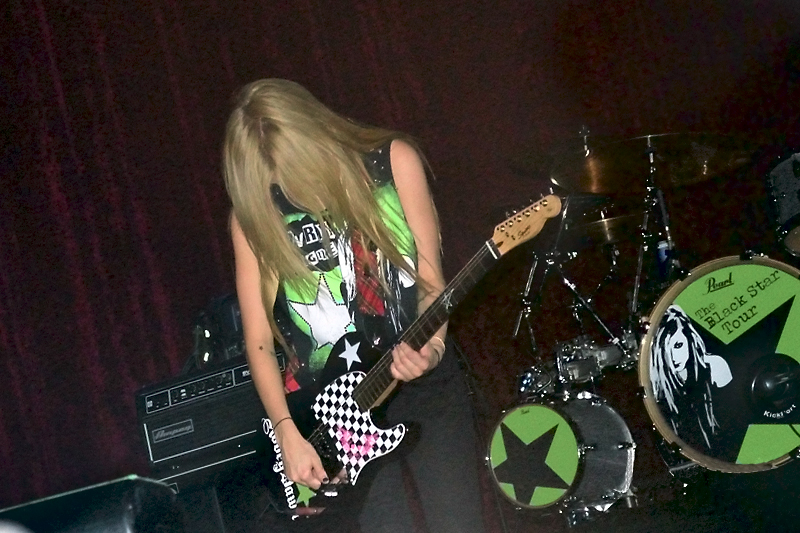
Avril Lavigne mentre si esibisce ad un concerto in Brasile nel 2011

## Generi correlati
Un genere affine al pop punk è il melodic hardcore punk, un ibrido tra pop punk e hardcore punk, che diede come risultato un genere più aggressivo ed energico del classico pop punk, ma che riscosse ugualmente un notevole successo commerciale. Tra i gruppi più famosi risultano NOFX, Lagwagon, The Offspring, Good Riddance, Pennywise, Bad Religion, Descendents e The Vandals.
Una fusione di pop punk, metalcore, melodic hardcore e post-hardcore è stato chiamato "easycore" o "popcore"; tra i gruppi più influenti ci sono i Chunk! No, Captain Chunk!, gli A Day to Remember e i Four Year Strong.
Anche lo ska punk è spesso influenzato dallo stesso pop punk, con gruppi come Goldfinger, NOFX o Less Than Jake.
Un altro genere che in alcuni casi ha influenzato il pop punk è l'emo, un genere riconosciuto come una versione molto melodica del punk rock. Dall'unione di questi due generi si sviluppò nella seconda metà degli anni 2000 l'emo-pop. Nonostante l'emo venga riconosciuto come un genere affine al pop punk, in origine, nei primi anni ottanta, il termine era riferito ad alcune band post-hardcore al di fuori del mainstream e delle major discografiche e senza alcuna influenza pop, ma con sonorità sperimentali.
C'è poi il neon pop punk, una forma di pop punk tipica dei primi anni Duemila che accentua l'utilizzo di sintetizzatori. Il termine deriva dall'atmosfera "brillante" data dai synths che vengono uniti a melodie che guardano al pop. Si caratterizza inoltre per le tonalità "sfocate" che ne derivano. Un esempio di album neon pop è quello di debutto dei Forever the Sickest Kids, Underdog Alma Mater (2008). Oltre a loro, esponenti del neon pop punk sono stati i Breathe Carolina, i Metro Station, i Cobra Starship e i The Maine.